# Aristides Gomes

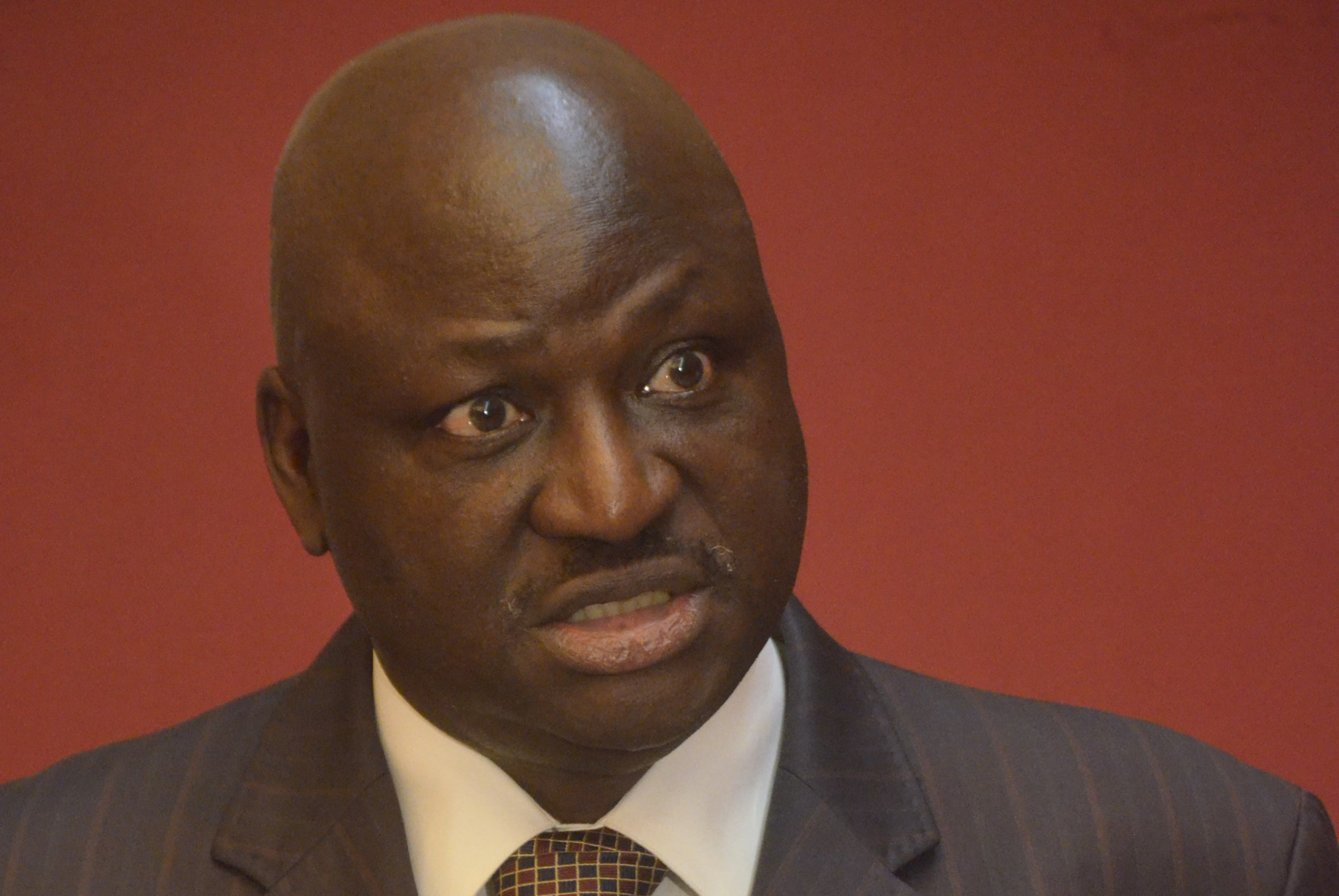
Aristides Gomes (2018)

Aristides Gomes (* 8. November 1954 in Canchungo) war vom 2. November 2005 bis zum 13. April 2007 Premierminister von Guinea-Bissau. Seit dem 16. April 2018 hat er, mit einer Unterbrechung, dieses Amt erneut inne. Am 28. Februar 2020 wurde Nuno Gomes Nabiam ebenfalls zum Premierminister ernannt.

## Politische Laufbahn
Gomes stammt aus Canchungo in der Region Cacheu im Nordwesten des Landes.
Er trat am 18. Dezember 1973 der Unabhängigkeitsbewegung und späteren Einheitspartei Partido Africano da Indepencia da Guinea e Cabo Verde (PAIGC) bei, die bis 1974 einen Guerillakrieg gegen Portugal führte. Später studierte er in Paris Soziologie und Politikwissenschaft. Er war zeitweise Leiter der Jugendorganisation der Partei Juventude Africana Amílcar Cabral (JAAC) und von 1990 bis 1992 Generaldirektor des Fernsehsenders Televisão Experimental da Guiné-Bissau. In den 1990er Jahren war er unter dem 1999 gestürzten Präsidenten João Bernardo Vieira stellvertretender Außenminister sowie Minister für Planung und internationale Zusammenarbeit.
Auf dem VI. Parteitag der PAIGC im Mai 1998 wurde er ins Politbüro gewählt und auf dem außerordentlichen Parteitag im Februar 2002 erster Vizepräsident der Partei, nachdem er sich vergeblich um den Parteivorsitz beworben hatte. Sein späterer Vorgänger als Premierminister, Carlos Gomes Júnior, wurde auf diesem Parteitag zum neuen Präsidenten der Partei gewählt. Nach dem Wahlsieg der PAIGC bei den Parlamentswahlen im März 2004 wurde er in der im Mai gebildeten Regierung von Carlos Gomes Júnior Minister für Arbeit und den Öffentlichen Dienst.
Bei den Präsidentschaftswahlen im Juni und Juli 2005 unterstützte er den im April aus dem Exil zurückgekehrten Ex-Präsidenten João Bernardo Vieira gegen den offiziellen Kandidaten seiner Partei, Malam Bacai Sanhá. Er übernahm die Leitung von Vieiras Wahlkampf und verlor daraufhin seine Parteiämter. Nach Vieiras Amtsantritt verließen er und 13 weitere Abgeordnete im Oktober die Fraktion der PAIGC in der Volksversammlung, die bis dahin aus 45 Parlamentariern bestand.

## Premierminister
Nach der Entlassung des Premierministers Carlos Gomes Júnior durch Präsident Vieira am 29. Oktober 2005 wurde Aristides Gomes am 2. November 2005 zum Nachfolger berufen und sofort vereidigt. Eine Belastung für seine Regierung ist die fehlende parlamentarische Mehrheit und das gespannte Verhältnis zu seinen bisherigen Parteifreunden in der PAIGC. Seiner neuen Regierung gehören neben ihm drei weitere ehemalige PAIGC-Abgeordnete an, fünf Minister werden von der Partido para a Renovação Social (PRS) des Ex-Präsidenten Kumba Ialá gestellt. Von den insgesamt 27 Ministers gehörte lediglich einer der vorherigen Regierung an.
2018 wurde er erneut Premierminister. Am 29. Oktober 2019 wurde er vom kommissarisch regierenden Präsidenten José Mário Vaz durch Faustino Imbali ersetzt; nach elf Tagen musste Imbali jedoch auf Druck der ECOWAS zurücktreten, und Gomes erhielt sein Amt zurück.
Am 28. Februar 2020 berief Umaro Sissoco Embaló, der sich am Vortag selbst vereidigt hatte, Nuno Gomes Nabiam in das Amt. Gomes sieht sich aber weiterhin als rechtmäßiger Premierminister.